# Watanabe Ryo
Watanabe Ryo (sinh ngày 25 tháng 10 năm 1996) là một cầu thủ bóng đá người Nhật Bản.

## Sự nghiệp câu lạc bộ
Watanabe Ryo hiện đang chơi cho Azul Claro Numazu.